# Usubeni no arashi
Usubeni no arashi (うすべにの嵐) est un manga écrit et dessiné par Ai Yazawa. Il s'agit d'un recueil de trois nouvelles.
Usubeni no arashi, une tempête aux couleurs des cerisiers
L'histoire de deux frères initiés au baseball par leur père aujourd'hui décédé. L'aîné, Takashi, excelle dans ce sport, le second, Kiyoshi lui, tourne le dos à sa famille et au sport car en proie à une rébellion sourde et à une profonde tristesse. De plus, il est amoureux de Kumiko, leur amie d'enfance qui elle n'a d'yeux que pour Takashi... Le manque causé par le décès d'un parent, un triangle amoureux et le fait d'essayer de trouver sa place dans l'ombre d'un frère parfait, voilà les thèmes abordés ici avec subtilité par la déjà talentueuse Ai Yazawa.

## Contenu
- Usubeni no arashi (うすべにの嵐, litt. « tempête rouge clair »?)
- Sora wo oagu hana (空を仰ぐ花), litt. « la fleur qui regarde vers le ciel »?)
- Saigo no kataomoi (最後の片思い), litt. « dernier amour à sens unique »?)